# Червонополянська сільська рада (Чаплинський район)
Червонополя́нська сільська́ ра́да — адміністративно-територіальна одиниця та орган місцевого самоврядування в Чаплинському районі Херсонської області. Адміністративний центр — село Червона Поляна.

## Загальні відомості
Червонополянська сільська рада утворена в 1920 році.
- Територія ради: 50 км²
- Населення ради: 1 034 особи (станом на 2001 рік)

## Населені пункти
Сільській раді підпорядковані населені пункти:
- с. Червона Поляна
- с. Новий Гай

## Склад ради
Рада складається з 14 депутатів та голови.
- Голова ради: Візирський Анатолій Іванович
- Секретар ради: Бухало Тетяна Володимирівна

### Керівний склад попередніх скликань
| Прізвище, ім'я, по батькові    | Основні відомості                                                 | Дата обрання | Дата звільнення |
| ------------------------------ | ----------------------------------------------------------------- | ------------ | --------------- |
| Гладарьова Жанна Олександрівна | Сільський голова, 1960 року народження, позапартійна              | 26.03.2006   | 31.10.2010      |
| Візирський Анатолій Іванович   | Сільський голова, 1952 року народження, освіта вища, безпартійний | 31.10.2010   |                 |

Примітка: таблиця складена за даними сайту Верховної Ради України

### Депутати
За результатами місцевих виборів 2010 року депутатами ради стали:

#### За суб'єктами висування
| Суб'єкт висування                                       | Кількість обраних депутатів | %    |
| ------------------------------------------------------- | --------------------------- | ---- |
| Комуністична партія України                             | 6                           | 42,9 |
| Партія регіонів                                         | 4                           | 28,6 |
| Політична партія Всеукраїнське об'єднання «Батьківщина» | 4                           | 28,6 |

#### За округами
| № округу                                                | Прізвище, ім'я, по батькові    | Дата визнання обраним | Освіта  | Партійна приналежність                        | Відомості про обраного депутата                             |
| ------------------------------------------------------- | ------------------------------ | --------------------- | ------- | --------------------------------------------- | ----------------------------------------------------------- |
| Комуністична партія України                             |                                |                       |         |                                               |                                                             |
| 1                                                       | Почвірний Василь Іванович      | 03.11.2010            | середня | позапартійний                                 | пенсіонер                                                   |
| 5                                                       | Лупійчук Анастасія Миколаївна  | 03.11.2010            | вища    | член Комуністичної партії України             | пенсіонер                                                   |
| 8                                                       | Кардаш Олександр Васильович    | 03.11.2010            | середня | позапартійний                                 | Чаплинське управління водного господарства, пікетник        |
| 9                                                       | Новицький Ігор Романович       | 03.11.2010            | вища    | позапартійний                                 | Червонополянська загальноосвітня школа I-III ст., охоронник |
| 10                                                      | Чижан Наталія Юріївна          | 03.11.2010            | середня | член Комуністичної партії України             | тимчасово не працює                                         |
| 11                                                      | Оверчук Олександр Терентійович | 03.11.2010            | вища    | позапартійний                                 | ЧСКП «Джерело», директор                                    |
| Партія регіонів                                         |                                |                       |         |                                               |                                                             |
| 3                                                       | Бухало Тетяна Володимирівна    | 03.11.2010            | вища    | позапартійна                                  | Червонополянська сільська рада, секретар                    |
| 7                                                       | Калініченко Наталя Вікторівна  | 03.11.2010            | вища    | позапартійна                                  | ЧСКП «Джерело», головний бухгалтер                          |
| 13                                                      | Гончарук Андрій Михайлович     | 03.11.2010            | середня | позапартійний                                 | тимчасово не працює                                         |
| 14                                                      | Войтюк Надія Миколаївна        | 03.11.2010            | середня | позапартійна                                  | пенсіонер                                                   |
| Політична партія Всеукраїнське об'єднання «Батьківщина» |                                |                       |         |                                               |                                                             |
| 2                                                       | Денисовець Віра Володимирівна  | 03.11.2010            | вища    | член Всеукраїнського об'єднання «Батьківщина» | Червонополянська загальноосвітня школа I-III ст., вчитель   |
| 4                                                       | Семенова Леся Богданівна       | 03.11.2010            | вища    | член Всеукраїнського об'єднання «Батьківщина» | Червонополянська загальноосвітня школа I-III ст., вчитель   |
| 6                                                       | Зінченко Віта Григорівна       | 03.11.2010            | вища    | член Всеукраїнського об'єднання «Батьківщина» | Червонополянська загальноосвітня школа I-III ст., вчитель   |
| 12                                                      | Гладарьова Юлія Сергіївна      | 03.11.2010            | вища    | член Всеукраїнського об'єднання «Батьківщина» | Червонополянська загальноосвітня школа I-III ст., вчитель   |

## Населення
Згідно з переписом УРСР 1989 року чисельність наявного населення села становила 1090 осіб, з яких 517 чоловіків та 573 жінки.
За переписом населення України 2001 року в селі мешкали 1023 особи.

### Мова
Розподіл населення за рідною мовою за даними перепису 2001 року:
| Мова       | Відсоток |
| ---------- | -------- |
| українська | 94,49 %  |
| російська  | 4,84 %   |
| білоруська | 0,48 %   |